# جاي بروفي
جاي بروفي (بالإنجليزية: Jay Brophy)‏ هو لاعب كرة قدم أمريكية أمريكي، ولد في 27 يوليو 1960 في آكرون في الولايات المتحدة.

## وصلات خارجية
- جاي بروفي على موقع مرجع كرة القدم المحترفة.كوم (الإنجليزية)